# Онтопсихология
Онтопсихология (от др.-греч. ὄντος [ontos] — бытие и психология) — школа в психологии и психотерапии, основанная итальянским философом, теологом и социологом Антонио Менегетти. Онтопсихология, по словам её создателя, — «исследование психических процессов в их первичной актуальности, включая понимание бытия». Её относят к гуманистической и экзистенциальной психологии, которая рассматривает личность в контексте жизненного пути и творческого потенциала. При этом сами онтопсихологи признают, что «онтопсихология — не просто практическая наука, она фактически утверждает определённую философию жизни, включающую не только психическое здоровье, совершенство, успешность человека, но и экзистенциальную ценность и эстетику его бытия».
С 2004 по 2017 год на факультете психологии Санкт-Петербургского Государственного университета функционировала кафедра онтопсихологии.

## Предпосылки возникновения
О психологии бытия или онтопсихологии ученые заговорили в 50-60 гг. прошлого века в связи с необходимостью перехода от изучения отдельных феноменов 
психики к исследованию целостного человеческого существования в историческом, социальном, культурном контексте.
Термин онтопсихология был предложен американским психологом Энтони Сутичем, как название для перспективной области психологии, объединяющей идеи гуманистической психологии и экзистенциализма. Эта психология бытия «может быть названа также онтопсихологией, трансцендентальной психологией, психологией совершенства, психологией целей», — писал Абрахам Маслоу.
Видный советский психолог Б. Г. Ананьев предлагал использовать термин онтопсихология для новой синтетической дисциплины, изучающей целостный онтогенетический ряд и жизненный путь личности. Предметом онтопсихологии по Ананьеву должно быть психологическое исследование самого бытия человека.
Об актуальности для психологии вопросов бытия писал и Ролло Мэй: 

«… мы подавляем онтологическое чувство бытия. И следствием такого подавления является то, что у современного человека целостность образа самого себя, как носителя ответственности за что-либо, его опыта как представителя человечества также оказывается нарушенной».— 
Мэй также отмечает, что такие экзистенциальные философы как Ясперс, Кьеркегор, Ницше активно используют психологическую терминологию в онтологическом смысле. А Карл Роджерс считал, что онтологические принципы могут изучаться и проверяться в эмпирической психологии.

## История онтопсихологии

### Онтопсихология в мире
Термин онтопсихология был предложен независимо друг от друга двумя учеными ― Энтони Сутичем и Б. Г. Ананьевым в 1960-е годы. На конференции, прошедшей в 1956 году в Париже, на которой присутствовали Б. Ф. Скиннер, К. Роджерс, Р. Мэй, А. Маслоу, Э. Сутич и другие и обсуждался кризис психологии, а в качестве выхода было предсказано появление новой силы ― онтопсихологии или психологии бытия.
В 1972—1973 годах в Университете Святого Фомы Аквинского Менегетти читает курс «Онтопсихология человека» и проводит семинары по «Психотерапии Роджерса». А 15 ноября 1972 года в Риме на ул. Марко Поло, 104 открывается Центр онтопсихологической терапии, где были организованы двухгодичные курсы по подготовке психотерапевтов, предназначенные для лиц имеющих или получающих высшее образование.
Начиная с 1973 года проводятся конгрессы по онтопсихологии, на которых представляются открытия научной школы как результат клинической деятельности, а в 80-х годах происходит сопоставление теории онтопсихологии с другими научными направлениями психологии.
В конце 70-х годов начинается организационное оформление онтопсихологии как научного направления. 15 февраля 1978 года была создана Международная ассоциация онтопсихологии (МАО). В 1983 году в Италии начинает издаваться журнал «Онтопсихология — психическая причинность в событии-человеке», с 1988 года ― «Новая онтопсихология». В 1985 году основана Бразильская ассоциация онтопсихологии, а в 1988 году ― Итальянская ассоциация онтопсихологии.
С 18 по 28 июля 1988 года в Италии в Перуджа, как результат сотрудничества Международной ассоциации онтопсихологии и Калифорнийского университета в Санта-Круз проводится первый Летний университет по онтопсихологии, где обсуждались вопросы изучения психологии творческих процессов, а лекции читали А. Менегетти, известный американский специалист в области психологии креативности Ф. Баррон, Изабель Конти, из колледжа Святой Марии (США), известный советский психолог, изучавший процессы мышления А. М. Матюшкин. С тех пор Летние университеты проходят ежегодно, в августе 2011 г. состоялся XXIV Летний университет по онтопсихологии, посвящённый «Онтологии восприятия».
20 января 2008 года в Бразилии было открыто высшее учебное заведение Faculdade Antonio Meneghetti Архивная копия от 19 апреля 2012 на Wayback Machine (порт.) (Факультет Антонио Менегетти), где преподается курс по экономике и управлению, сочетающий знания, накопленные различными экономическими и управленческими школами, с онтопсихологическим методом
16 мая 2009 года в Лугано (Швейцария) был открыт Фонд научных и гуманистических исследований Антонио Менегетти, который с 2011 года присуждает премии за исследования в области экономики, медицины, физики и философии.
Сегодня Международная ассоциация онтопсихологии, в числе более чем 2000 неправительственных организаций, обладает специальным консультативным статусом при Экономическом и Социальном совете ООН.

### Онтопсихология в России
Известный советский психолог Б. Г. Ананьев в 1960-е годы работает над развитием новой комплексной дисциплины, посвящённой развитию личности, называя её онтопсихологией.
Впоследствии, один из учеников Б. Г. Ананьева, профессор и первый декан факультета психологии Ленинградского государственного университета Б. Ф. Ломов, первым из советских ученых знакомится с работами Антонио Менегетти. На IV Московской книжной ярмарке в сентябре 1983 года была представлена книга «Клиническая онтопсихология», которая вызвала большой интерес у Б. Ф. Ломова.
В 1989 году Менегетти и Ломов встречаются в Амстердаме на I Европейском конгрессе по психологии, после чего Президиум Академии наук СССР в лице начальника отдела международных связей В. Е. Царева приглашает Антонио Менегетти принять участие в научной конференции, организованной Институтом психологии Академии наук СССР. Советских ученых особенно заинтересовало открытие семантического поля и его прикладные аспекты. Во время этого визита А. Менегетти читает лекции в НИИ общей и педагогической психологии АПН СССР, в Институте физиологии им. И. П. Павлова и Ленинградском государственном университете.
Сотрудничество между советскими, впоследствии российскими психологами, и А. Менегетти становится тесным и долгосрочным. В октябре 1992 года Менегетти посещает Пермь, Екатеринбург, включая психиатрическую лечебницу, где читает лекции и показывает как работает метод онтопсихологии в клинической практике.
В марте 1996 года в Москве создается Славянская ассоциация онтопсихологии Архивная копия от 17 декабря 2007 на Wayback Machine, цель которой представлять онтопсихологическую школу на территории стран бывшего СССР и Восточной Европы и издавать книги по онтопсихологии на русском языке, для чего основывается издательство «Онтопсихология» Архивная копия от 9 апреля 2012 на Wayback Machine.
Плодотворное сотрудничество российских психологов и А. Менегетти привели к тому, что в мае 1998 года на факультете психологии Санкт-Петербургского Государственного университета, по инициативе декана факультета профессора А. А. Крылова, начинает действовать программа профессиональной переподготовки по специализации «Онтопсихология», через год она становится международной и к российским студентам присоединяются группы иностранных, появляется программа бакалавриата.
В 2003 году открывается магистерская программа «Онтопсихология», а в марте 2004 года на факультете психологии официально открывается кафедра Онтопсихологии.
В 2001 году в России создается независимая консалтинговая группа ФОИЛ Архивная копия от 4 сентября 2019 на Wayback Machine, осуществляющая деятельность в сфере бизнес-консультирования и бизнес-образования на основе применения онтопсихологической методологии.
В июне 2007 года основывается Научный фонд Антонио Менегетти Архивная копия от 14 июня 2011 на Wayback Machine, призванный содействовать развитию гуманизма, науки и искусства. С 2011 года фонд организует конкурс научных работ «Премия Менегетти» среди молодых ученых.

## Сущность онтопсихологии
Рассматривая человека целостно, применяя интегральный подход к исследованию личности, онтопсихология изучает глубинные причины психической деятельности, включая аспекты человеческого бытия. Личность рассматривается как экзистенциальный и исторический факт. Онтопсихология анализирует первооснову, которая составляет ядро психической деятельности. Это научное исследование ментальных процессов во всех их непроявленных аспектах, включая аспекты бытия.

«Что такое онтопсихология? Это научный, рациональный анализ, который осуществляет критический пересмотр сознания. Проводя исследования различных причин неточностей, начиная от психоанализа, и прежде всего философии, я обнаружил, что не столько человеческая природа является ограниченной или неточной, сколько опосредующий элемент познания реальности, который мы используем. Ошибочен не наш разум, но наше сознание.»
— Антонио Менегетти: Что такое онтопсихология (видео). Славянская ассоциация онтопсихологии. — Видео-интервью с Антонио Менегетти. Дата обращения: 6 мая 2012. Архивировано 19 мая 2012 года.
Цели и задачи онтопсихологического исследования — способствовать развитию творческого потенциала человека, его лидерского начала, активной жизненной позиции.

## Основные идеи и понятия онтопсихологии
Как и другие психологические школы, онтопсихология рождается на основе клинического опыта. Обобщая психотерапевтическую практику, Менегетти формулирует оригинальную концепцию психологической структуры человека, состоящую из следующих основных инстанций и процессов:
- Онто Ин-се (от лат. in se― «в себе») ― сущность в себе, внутреннее позитивное ядро человека, его подлинное бытие, трансцендентное плану существования;
- естественные или неискаженные эманации (проявления) жизни или проекции Ин-се.
- монитор отклонения — психологический механизм, связанный с действиями социальных стереотипов и штампов, вмешивающихся в жизнь, бытие и искажающих аутентичные эманации Ин-се.
- искаженные проявления жизни, организованные в виде психологических комплексов;
- сознательно-логическое Я — последняя психологическая инстанция человека, именно она является единственно осознаной частью нашей психики, склонной при этом отождествлять себя со всей психикой человека.[30].

С позиций онтопсихологии человек является в большей степени продуктом собственного бессознательного, включающего большинство его психических структур. И поэтому цель онтопсихологической терапии помочь человеку в том, чтобы его сознание, его Я, стало адекватно его внутренней природе, или Ин-се.

## Критика онтопсихологии
Критики онтопсихологии утверждают что она является альтернативой религиозной секты (психокультом). Провоцирует экзальтированность и антисоциальность личности со стремлением к материальному превосходству и духовному аутизму.
Доктор (Ph.D по парапсихологии в Университете Суррея) Сюзен Блэкмор считает, что онтопсихология — это мешанина из искаженных частей меметики и популярной психологии.
В 1998 году Министерство внутренних дел Италии внесло Международную ассоциацию онтопсихологии в список организаций, требующих проверки на предмет принадлежности к «религиозным сектам и новым магическим движениям». В 2000 году президент Международной ассоциации онтопсихологии А. Менегетти подал иск о клевете против МВД Италии и выиграл дело. Суд решил, что отчёт носил «клеветнический характер» и постановил возместить Менегетти моральный ущерб.
Итальянский Центр изучения новых религий (CESNUR) включил эту организацию в энциклопедию «Религии в Италии».

### Сообщества
- International Ontopsychology Association Архивная копия от 17 декабря 2007 на Wayback Machine
- Славянская Ассоциация Онтопсихологии Архивная копия от 17 августа 2007 на Wayback Machine
- Бразильская Ассоциация Онтопсихологии Архивная копия от 15 сентября 2008 на Wayback Machine

### Критика
- Волков А. В. «Онтопсихология Б. Г. Ананьева и „онтопсихология“ А. Менегетти: мимикрия лженауки в российское образование» Архивная копия от 22 октября 2018 на Wayback Machine
- Корпоративная культура или психологическое насилие?
- Ontopsychology: critical page Архивная копия от 17 октября 2007 на Wayback Machine
- Ещё один гуру учит латвийцев счастью (о распространении Онтопсихологии в Латвии) Архивная копия от 13 октября 2007 на Wayback Machine
- Профессор, который разрушает психику? Архивная копия от 5 октября 2007 на Wayback Machine
- Сюзен Блэкмор «Заметка про онтопсихологию» Архивная копия от 12 февраля 2021 на Wayback Machine